# Mucropetraliella albirostris
Mucropetraliella albirostris är en mossdjursart som först beskrevs av Ferdinand Canu och Ray Smith Bassler 1927.  Mucropetraliella albirostris ingår i släktet Mucropetraliella och familjen Petraliellidae. Inga underarter finns listade i Catalogue of Life.